# 法国-奥斯曼帝国联盟

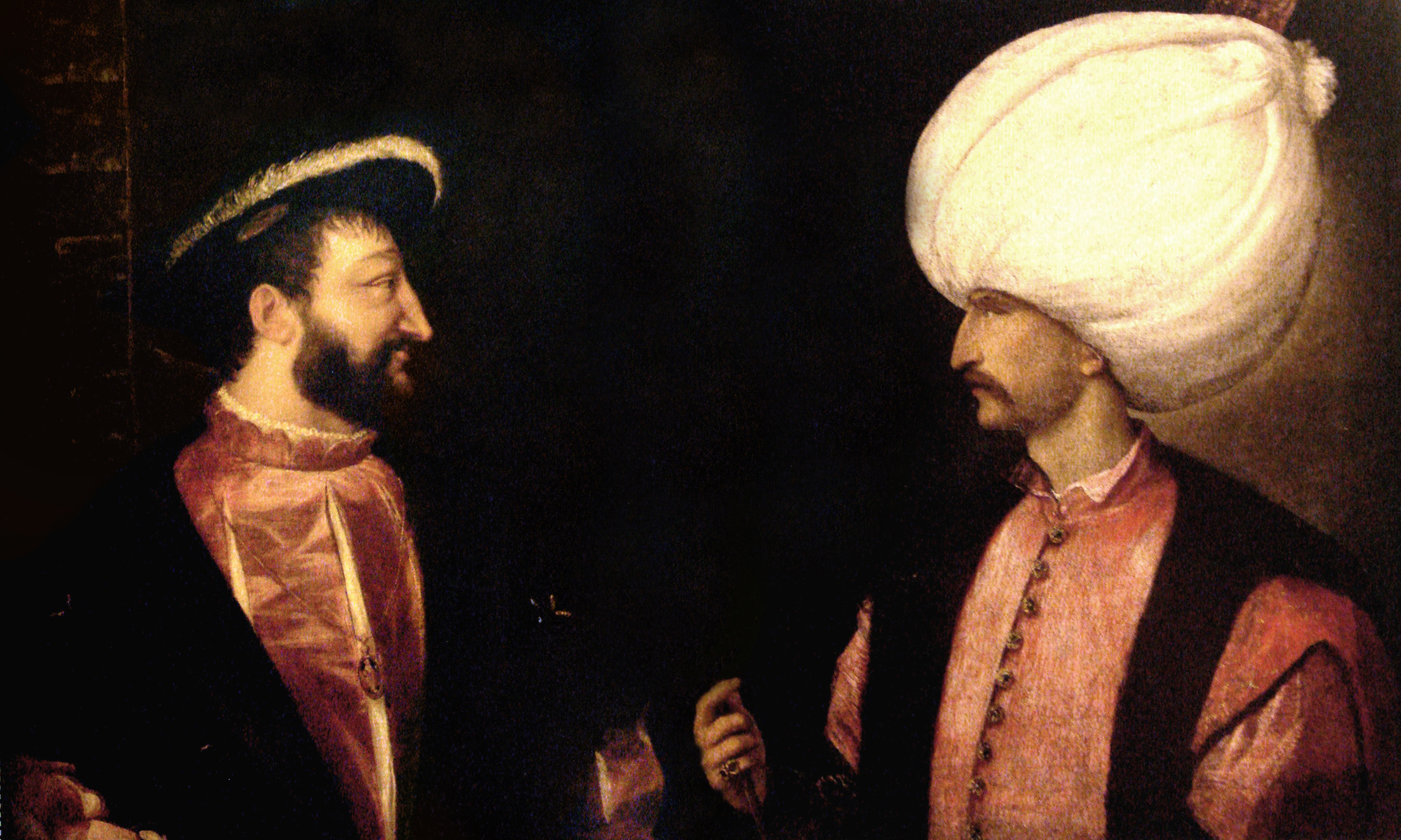
法国国王弗朗索瓦一世和奥斯曼帝国苏莱曼大帝于1536年缔结了法国-奥斯曼帝国联盟。

法国-奥斯曼帝国联盟是法国国王弗朗索瓦一世和奥斯曼帝国苏莱曼大帝之间缔结于1536年的联盟。该联盟被称为“第一次基督徒国家和非基督徒帝国之间的非意识形态外交联盟”。 這項戰略聯盟，有時甚至是戰術聯盟，是法國最重要的對外聯盟之一，在 意大利戰爭期間尤其具有影響力。1553年，法國亨利二世在位期間，法國-奥斯曼帝国軍事同盟達到頂峰。
這項空前的聯盟是特殊的，是基督教和穆斯林國家之間第一個有效的非意識形態聯盟，並在基督教世界引起了醜聞。被认为是“不虔诚的联盟”。然而，因为这项联盟代表了双方的客观利益，就把所有的批评忍受下去。 卡尔·雅各布·布尔克哈特(1947年)称之为“百合花与新月的渎圣联盟”("the sacrilegious union of the lily and the crescent")。联盟持续了超过两个半世纪，直到1798年至1801年拿破仑进军奥斯曼帝国领土的埃及，儘管波拿巴王朝聲稱只是在根據他的說法，馬穆魯克人“不服從蘇丹並反抗他的權威”。该联盟也是法国与近东、中东关系的一個重要插曲。

## 背景

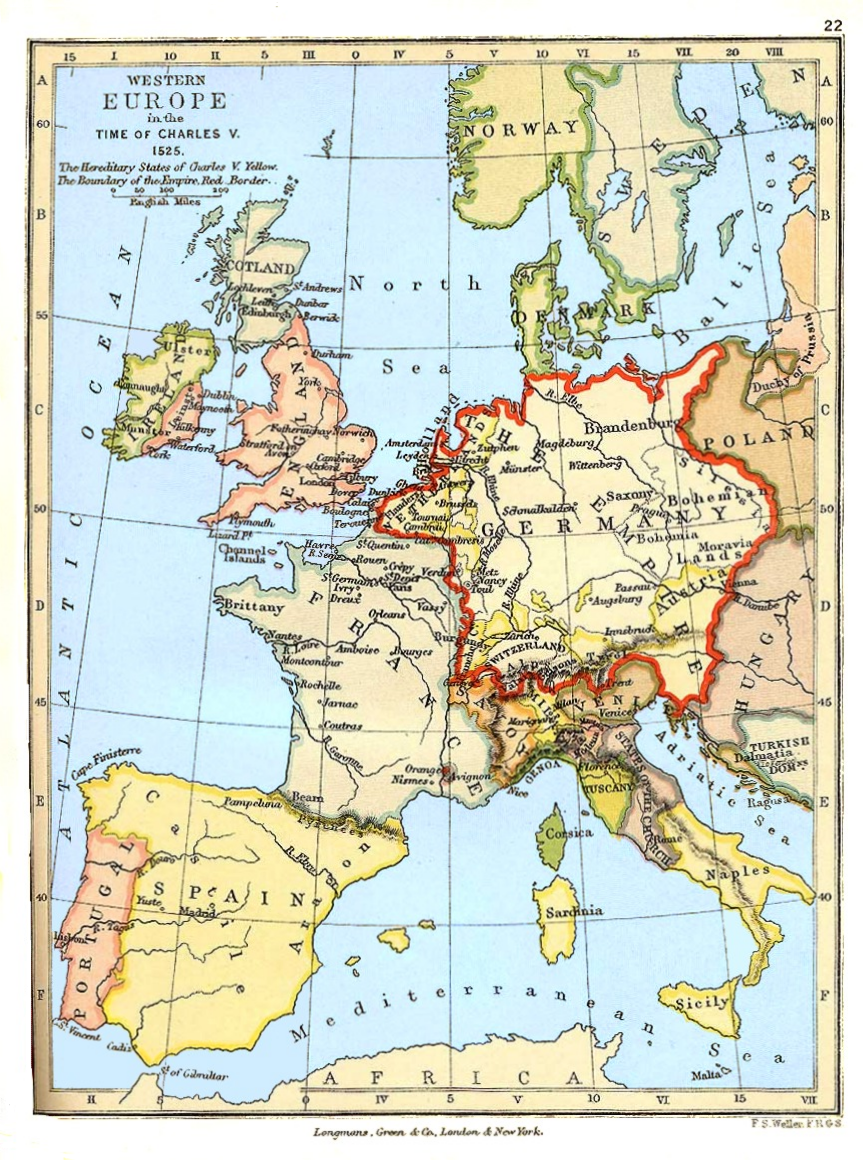
1525 年的西歐，在帕維亞戰役之後。黃色的領土由查理五世統治。 紅色邊界內的領土屬於神聖羅馬帝國，查理部分控制。 法國在西方受到壓力，而奧斯曼帝國則在神聖羅馬帝國的東部擴張。

繼1453年土耳其人穆罕默德二世征服君士坦丁堡並在塞利姆一世統治下統一了中東大片地區之後，塞利姆之子蘇萊曼一世在1522年設法將鄂圖曼帝國的統治範圍擴大到塞爾維亞。因此，神聖羅馬帝國進入與鄂圖曼人發生直接衝突。

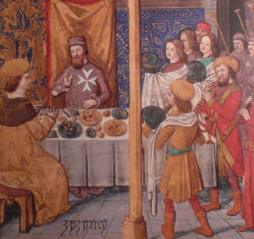
奧斯曼王子傑姆與皮埃爾·德奧比松在布尔加讷夫, 1483–1489年.

鄂圖曼人和法國人之間似乎發生了一些早期的接觸。 菲利普·德·科米纳說，巴耶济德二世在1483年向路易十一派遣了一個使團，而他的兄弟和競爭對手的鄂圖曼王位覬覦者傑姆被皮埃爾·德奧比松拘留在法國布尔加讷夫市。 路易十一拒絕見使者，但使者提供了大量金錢和基督教遺物，以便傑姆可以繼續被拘留在法國。 傑姆於1489年被移交給教皇依諾增爵八世看管。
在1500年，在路易十二和蘇丹巴耶济德二世統治期間，法國與埃及的馬木留克蘇丹國簽署了第一項條約或投降，其中埃及蘇丹向法國和加泰羅尼亞人做出讓步， 和後來蘇萊曼將其擴展。
法國已經在中歐尋找盟友。 在1522年至1525年期間，法蘭索瓦一世聘請了法蘭西大使安東尼奧·林孔 (Antonio Rincon)，多次前往波蘭和匈牙利執行任務。當時，在1522年比科卡会战之後，法蘭索瓦一世正試圖與波蘭國王齐格蒙特一世結盟。 最後，在1524年，弗朗索瓦一世與波蘭國王齐格蒙特一世簽署了法國波蘭聯盟。
1525年2月24日，當法國統治者法蘭索瓦一世在帕維亞戰役中被查理五世皇帝的軍隊擊敗時，在中歐尋找盟友的行動出現了大的加強。在入獄幾個月後，法蘭索瓦一世被迫 簽署了屈辱的《馬德里條約》，通過該條約，他不得不將勃艮第公國和夏洛來公國讓給帝國，放棄他的意大利野心，並將他的財產和榮譽歸還給叛徒夏爾三世·德·波旁公爵。 這種情況迫使法蘭索瓦一世找到一個盟友來對抗強大的哈布斯堡王朝皇帝，那盟友就是蘇萊曼大帝。

## 弗朗索瓦一世和蘇萊曼聯盟

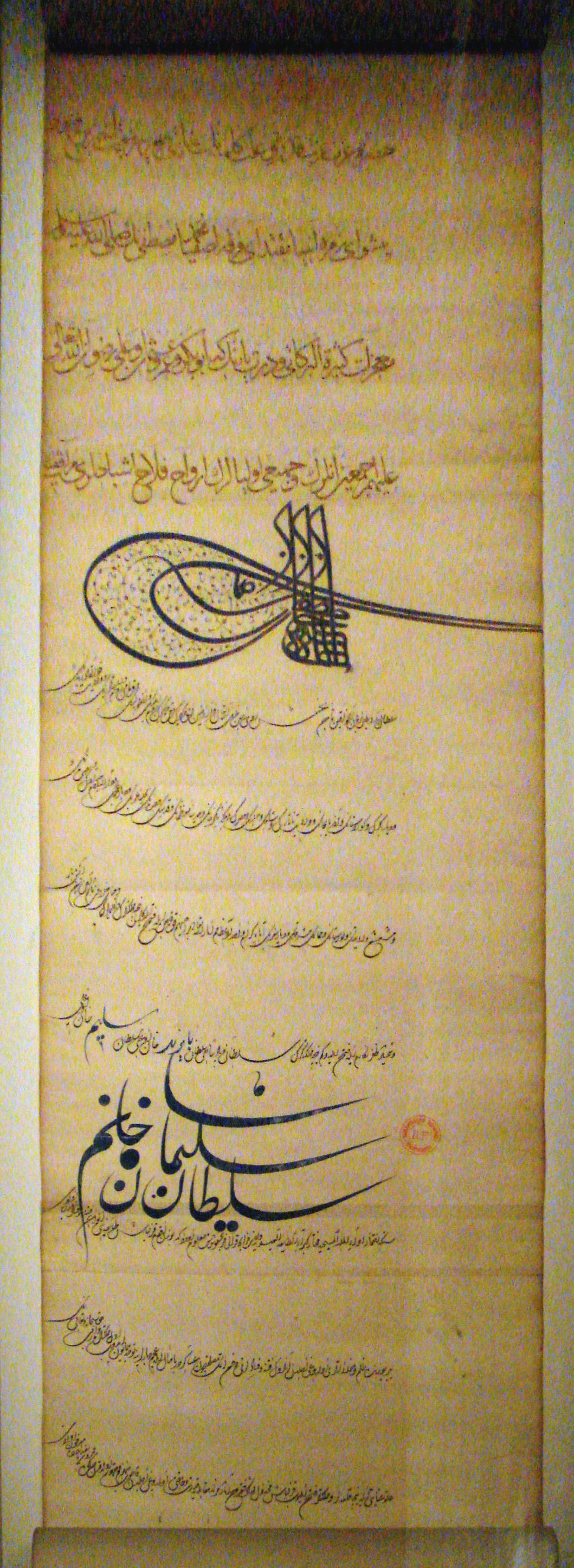
蘇萊曼一世於1536年致弗朗索瓦一世的信，告知弗朗索瓦一世伊拉克戰役的成功，並承認讓·德拉福雷斯特 (Jean de La Forest) 常駐奧斯曼宮廷的法國大使館。

聯盟是兩個統治者對抗哈布斯堡王朝霸權的機會。弗朗索瓦一世的目標是找到一個反對哈布斯堡王朝的盟友，儘管討好穆斯林強權的政策與他的前任相反。  弗朗索瓦一世使用的藉口是通過稱為“鄂圖曼帝國投降”的協議保護鄂圖曼帝國的基督徒。
當第一次嘗試建立同盟時，國王弗朗索瓦一世被囚禁在馬德里。 弗朗索瓦一世的母親萨伏依的路易丝似乎是在帕維亞戰役之後派出前往蘇萊曼的第一個法國使團，但該使團在前往波斯尼亞的途中迷路了。1525年12月，由約翰·弗蘭吉帕尼 (John Frangipani) 率領的第二個使團被派出，帶著密信要求解救國王弗朗索瓦一世並進攻哈布斯堡王朝，成功抵達奧斯曼帝國首都君士坦丁堡。
法國國王的請求恰好符合蘇萊曼在歐洲的野心，並激勵他在1526年進攻匈牙利，導致摩哈赤战役。  與法國這樣的國家結盟的威望也極大地吸引了奧斯曼人，這將使他們在歐洲領土上獲得更好的合法性。
與此同時，查理五世正謀劃與波斯結成哈布斯堡-波斯同盟，以便從後方攻擊奧斯曼帝國。 1525年和1529年，特使被派往塔赫玛斯普一世，請求進攻奧斯曼帝國。
隨著科涅克同盟戰爭（1526-1530年）的進行，弗朗索瓦一世繼續在中歐尋找盟友，並於1528年與自己剛剛成為法國附庸國的匈牙利國王扎波尧伊結成了法匈同盟(Franco-Hungarian alliance in 1528)。 同年奧斯曼帝國同樣在1528年，弗朗索瓦一世以保護奧斯曼帝國的基督徒為藉口再次與蘇萊曼接觸，要求將一座清真寺歸還一座基督教堂。 在他1528年寫給弗朗索瓦一世的信中，蘇萊曼禮貌地拒絕了，但保證在他的國內保護基督徒。 他還更新了1517年在埃及獲得的法國商人的特權。
弗朗索瓦一世在他的歐洲戰役中失利，不得不在1529年8月簽署了貴婦和平協議。他甚至被迫在查理五世與奧斯曼人的戰鬥中提供一些槳帆船。 然而，奧斯曼帝國將繼續他們在中歐的戰役，並在1529年维也纳之战和1532年圍攻維也納時再次圍攻哈布斯堡王朝的首都。

#### 法國在奧斯曼-薩非戰爭中的支持（1547 年）
1547年，當蘇丹蘇萊曼一世在奧斯曼-薩非戰爭 (1532年-1555年)的第二次戰役中進攻波斯時，法國派遣大使加布里埃爾·德·呂茨（Gabriel de Luetz）陪同他隨軍出征。 加布里埃爾·德·呂茨能夠向蘇萊曼提供決定性的軍事建議，就像他在凡城圍城戰期間就砲兵佈置提出建議一樣。

### 後果
該聯盟為法蘭西王國提供了戰略支持，並有效地保護了它免受查理五世的野心侵害。它還為奧斯曼帝國提供了參與歐洲外交並在其歐洲領土上贏得聲望的機會。 根據歷史學家亞瑟·哈索爾的說法，法国-奥斯曼帝国联盟的影響是深遠的：“奧斯曼帝國的聯盟為將法國從查理五世的控制下拯救出來做出了巨大貢獻，它無疑幫助了德國的新教，從法國的角度來看 ，它拯救了弗朗索瓦一世的北部德國盟友。”

## 亨利二世下的軍事联盟

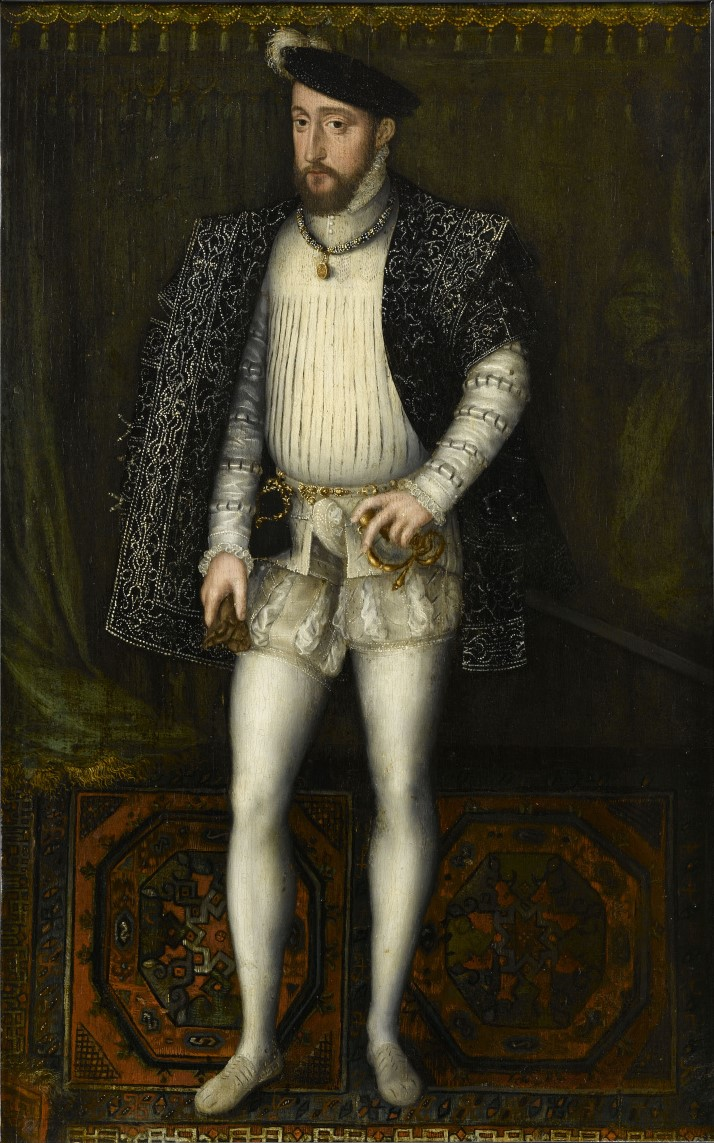
亨利二世, 這里站在東方地毯上，文藝復興時期繪畫中的東方地毯的一個例子，延續了他父親弗朗西斯一世的聯盟政策。 由弗朗索瓦·克卢埃繪畫。

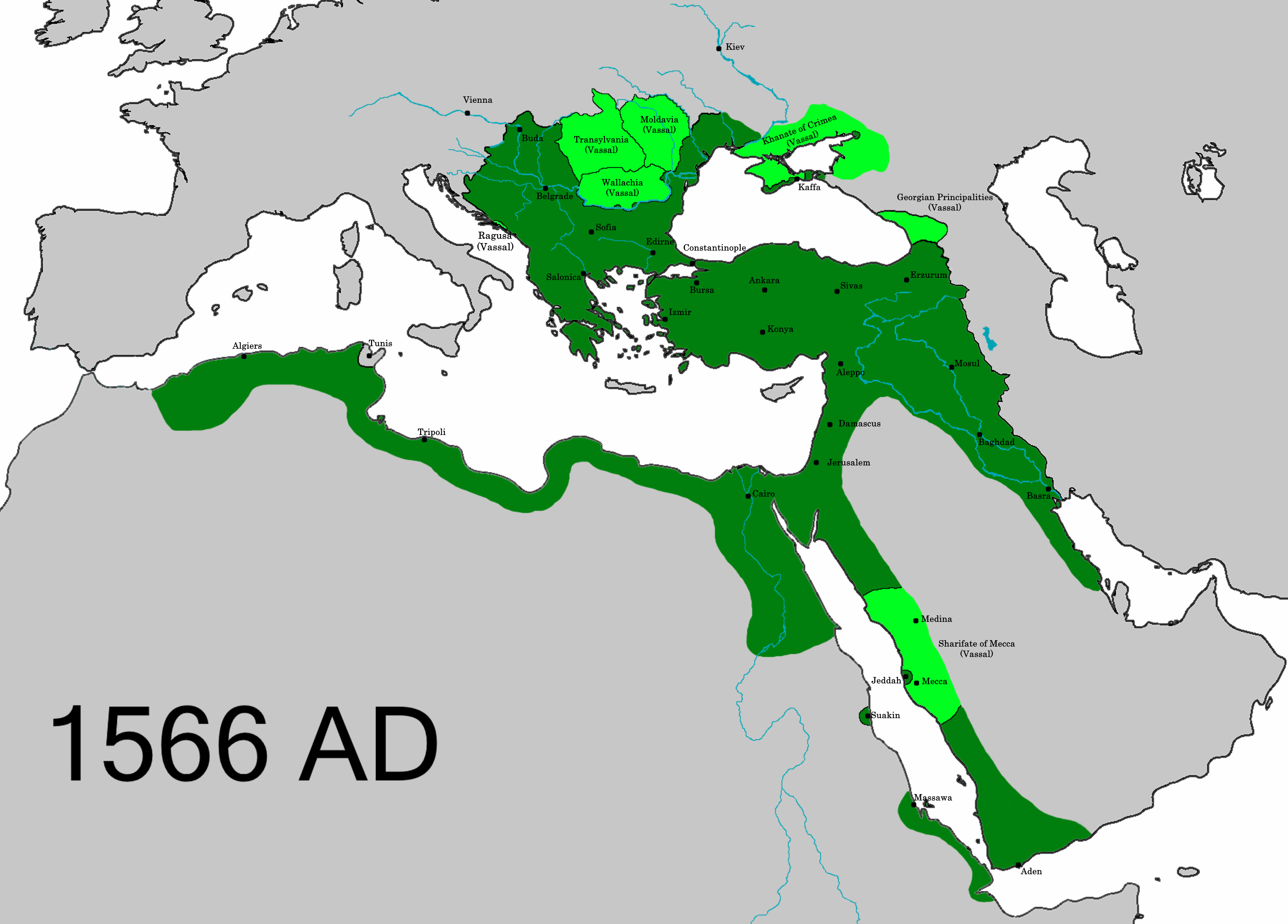
蘇萊曼大帝死後奧斯曼帝國的領土。

弗朗索瓦一世的兒子亨利二世也與蘇萊曼簽訂了一項條約，以便與奧地利海軍合作。 這是由1550年9月8日熱那亞海軍上將安德烈亚·多里亚為了查理五世對馬赫迪亞（Mahdiya）的征服而觸發的。 該聯盟允許亨利二世推動法國對萊茵河的征服，而法國-鄂圖曼帝國的艦隊則保衛法國南部。

### 1551-1559年意大利戰爭期間的合作
在1551年-1559年的意大利戰爭期間，協調了各種軍事行動。 1551年，鄂圖曼人在法國大使加布里埃爾·德·盧茲·達拉蒙(Gabriel de Luez d'Aramon)的陪同下成功圍攻的黎波里(1551年)。

## 繼續
在聯盟開始後的三個世紀中，鄂圖曼帝國有效地繼續尊重他們在其領土上保護基督教社區的承諾。 繼弗朗西斯一世之後的法國國王也普遍維持他們親鄂圖曼的政策。 法國宮廷接待了許多鄂圖曼使團：從 1533 年的蘇萊曼一世到弗朗索瓦一世，從 1565 年的蘇萊曼一世到查理九世（哈吉穆拉德的使團）， 從1571年的塞利姆二世到查理九世，1581年的從穆拉德三世到亨利三世。

## 查理九世对新教的支持
法國人在歐洲舞台上的宗教衝突中也使用了奧斯曼帝國的力量。 1566年，在查理九世的領導下，法國駐奧斯曼帝國大使在威廉一世 (奥兰治)請求奧斯曼幫助後進行干預，支持荷蘭起義反對西班牙帝國，因此考慮了荷蘭-奧斯曼聯盟並寫了一封信 蘇萊曼大帝派遣他到佛兰德伯国的“路德會”，在他們要求的時候提供軍隊， 並聲稱他感覺與他們很親近，“因為他們不崇拜偶像，相信獨一的上帝，並與教皇和皇帝他們作戰”。奧斯曼帝國在當時確實以宗教寬容著稱。 各種宗教難民，如胡格諾派、一些聖公宗、貴格會、重浸派，甚至耶穌會，或方濟嘉布遣會，和猶太人 (瑪拉諾)，都能夠在君士坦丁堡和奧斯曼帝國找到避難所，在那裡他們獲得了居住和禮拜的權利。
奧斯曼帝國正處於權力的頂峰，但在這些事件發生後的四十年裡，法國捲入了激烈的法國宗教戰爭，而奧斯曼帝國的權力在1571年的勒班陀戰役後開始慢慢削弱。
1572 年，波蘭國王齐格蒙特·奥古斯特 去世後，波蘭一直處於波蘭自己的波蘭-奧斯曼聯盟之下，波蘭選舉了法國人亨利三世，而不是哈布斯堡王朝的候選人，部分原因是為了更容易被奧斯曼帝國所接受。 亨利三世 (法兰西)的選擇顯然是由奧斯曼大維齊爾索库鲁·穆罕默德帕夏提議的。  當亨利於1575年離開返回法國時，他的繼任者是波蘭的巴托里·斯特凡，他也曾在奧斯曼帝國的支持下於1571年獲得特兰西瓦尼亚王位。 
1574年，威廉一世 (奥兰治)和法國的查理九世通過他的親胡格諾派大使達克斯主教弗朗索瓦·德·諾瓦勒試圖獲得奧斯曼蘇丹塞利姆二世(Selim II) 的支持，以開闢對抗西班牙國王腓力二世的新戰線。塞利姆二世通過一位使者提供了支持，這位使者努力讓荷蘭人與叛逆的西班牙摩里斯科人和阿爾及爾海盜取得聯繫。  塞利姆還在1574年10 月的征服突尼斯中派出了一支龐大的艦隊，從而成功地減輕了西班牙對荷蘭人的壓力。

### 鄂圖曼-波斯在歐洲的外交競爭
奧斯曼人和波斯人之間的衝突導致後者試圖與其他歐洲列強建立反作用的哈布斯堡-波斯同盟以對抗奧斯曼帝國，特別是與哈布斯堡帝國、部分意大利城邦和西班牙哈布斯堡王朝。 該計劃由兩項主要的外交努力正式確定：波斯出使歐洲使團 (1599年-1602年)和波斯出使歐洲使團 (1609年-1615年)。 然而，結果似乎是有限的。

## 結語：拿破崙一世
隨著拿破崙一世的到來，法國採取了強烈的擴張主義政策，使其與鄂圖曼帝國直接接觸。 根據1797年坎波福爾米奧條約，法國獲得了地中海的屬地，例如伊奧尼亞群島以及阿爾巴尼亞和希臘海岸的前威尼斯基地。 與鄂圖曼帝國的關係突然變得緊張起來。 拿破崙·波拿巴於 1798年入侵埃及並與鄂圖曼帝國作戰，以在中東建立法國的存在，其終極夢想是與印度的蒂普苏丹建立聯繫。

## 克里米亞戰爭和敘利亞

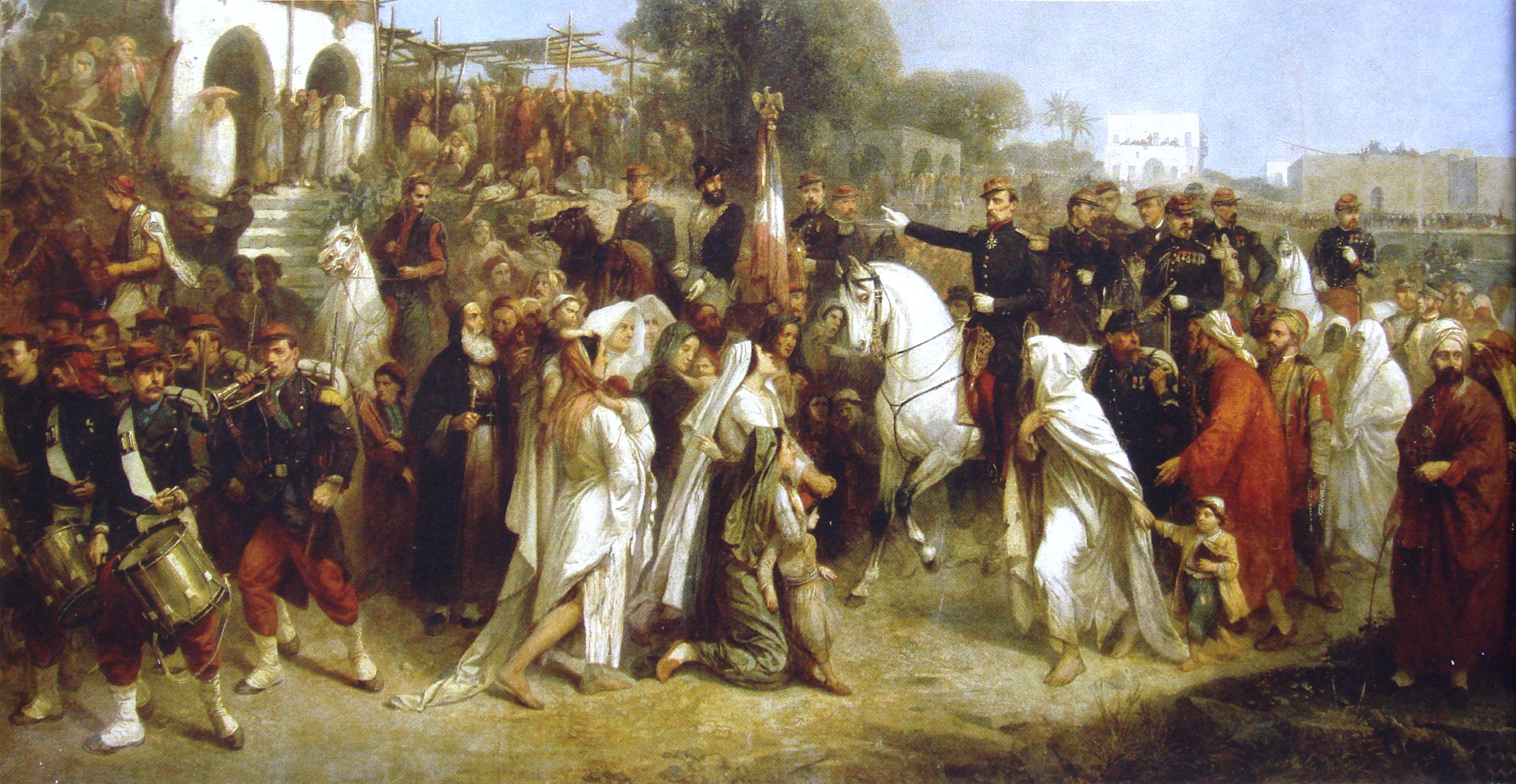
1860年8月16日，由博福特·德豪普將軍率領的法國遠征隊在贝鲁特登陸。

在克里米亞戰爭中，法國-英國-鄂圖曼帝國於1854年3月12日簽署了反對俄羅斯的聯盟。
另一個合作的例子是，在1860年，法國後來在鄂圖曼帝國的同意下干預了敘利亞的鄂圖曼領土，目的是在屠殺馬龍派基督徒後履行其保護中東基督徒的使命。 當時，由皇帝拿破崙三世領導的法國聲稱要繼續其作為鄂圖曼帝國基督徒保護者的古老角色。

## 參看
- 哈布斯堡-波斯同盟
- 法國-哈布斯堡對抗
- 新教與伊斯蘭教（英语：Protestantism and Islam）